# Semper-Nicolai-Schule

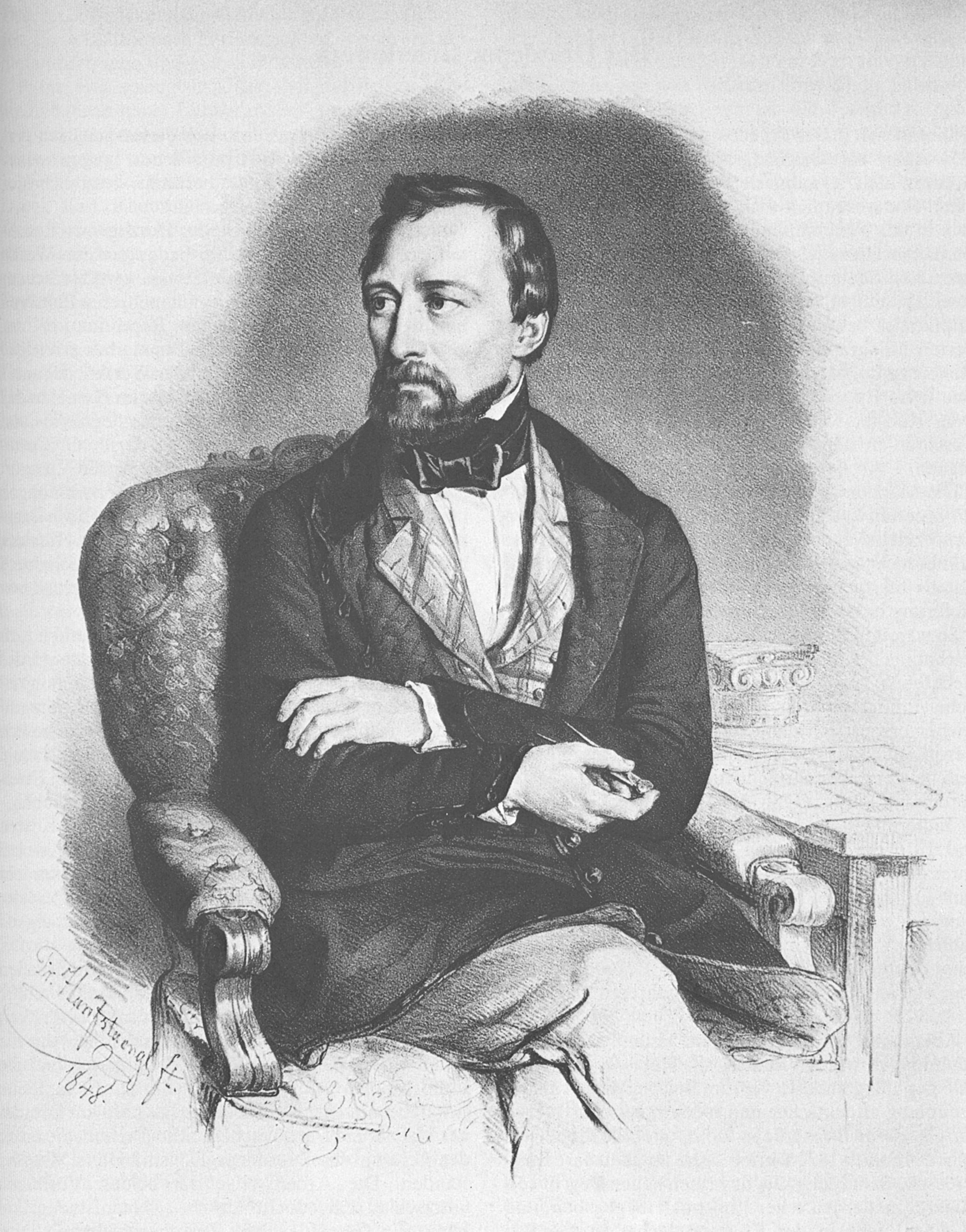
Gottfried Semper, Lithographie 1848

Die Dresdner Semper-Nicolai-Schule ist eine Ausprägung der architektonischen Stilrichtung der Neorenaissance in Sachsen.
Der in Dresden wirkende Architekt und Professor am Bauatelier der Akademie der bildenden Künste zu Dresden, Gottfried Semper (1803–1879), war der wohl bedeutendste Vertreter der Neorenaissance in Sachsen. Nach seiner Flucht aufgrund der Teilnahme am Dresdner Maiaufstand wurde 1850 der Architekt Hermann Nicolai (1811–1881) sein Nachfolger als Professor und Leiter des Bauateliers.
In dieser Funktion bildete Nicolai bis zu seinem Tod zahlreiche Architekten und Baumeister aus, die im Lauf der Jahrzehnte diverse traditionell historistische Bauten in der Ausprägung der Semper-Nicolai-Schule oder auch Dresdner Nicolai-Schule erstellten.
Heute können drei Bauperioden der Semper-Nicolai-Schule unterschieden werden; so entstammt das 1896 fertiggestellte Empfangs- und Abfertigungsgebäude des Bahnhofs Radebeul-Kötzschenbroda der „Architektur der 3. Bauperiode der sogenannten Dresdner Schule“.

## Bauten

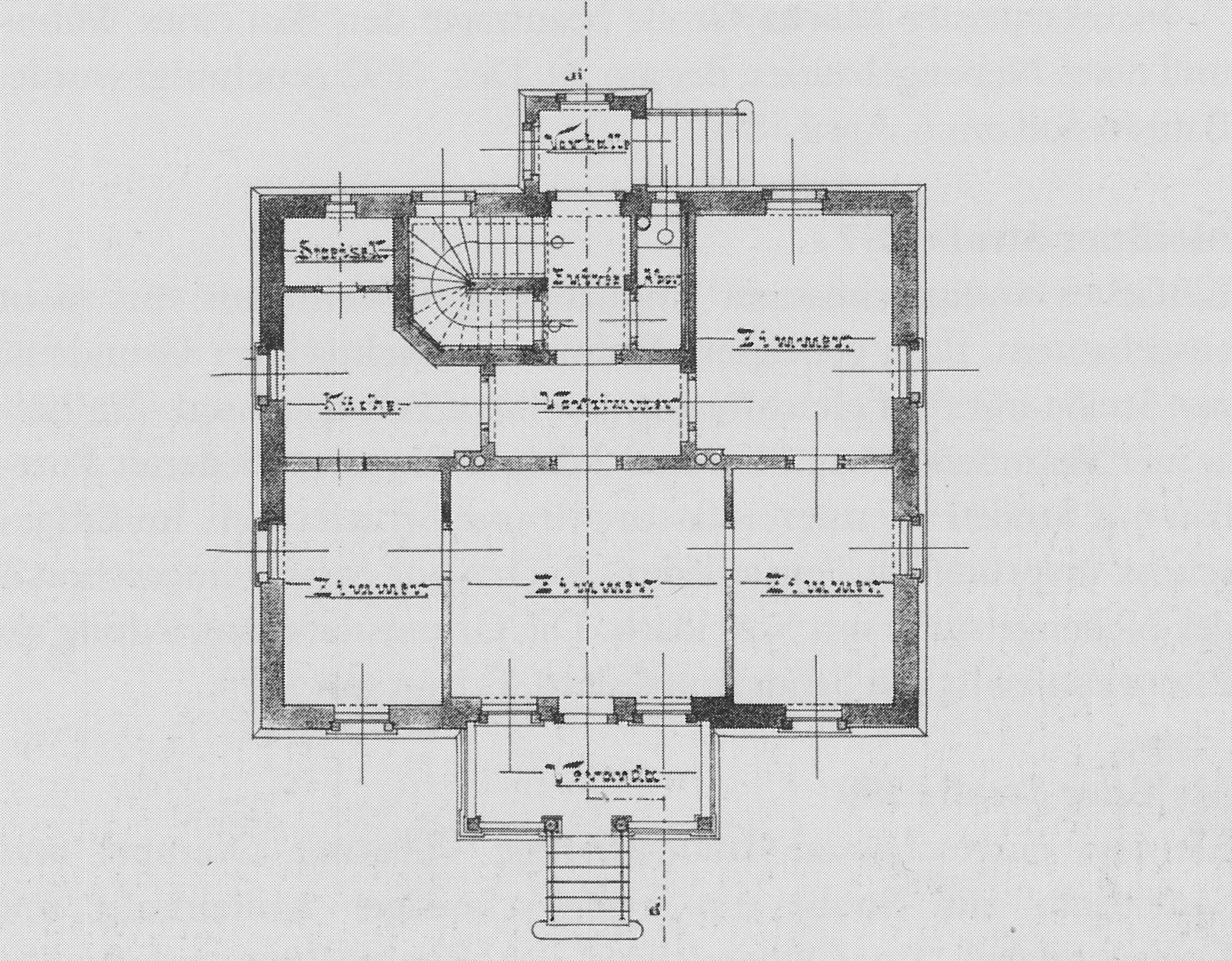
Typischer Standard-Etagengrundriss der Semper-Nicolai-Schule, hier die Bauzeichnung von 1886 für die Mietvilla Meißner Straße 280 in Radebeul von Moritz Große (1835–1898)

- 1858: Villa Krüger (Berliner Haus) in Kötzschenbroda, Neue Straße 12 (Architekt Alfred Neumann zugewiesen)
- um 1860: Villa Hoflößnitzstraße 4 in Oberlößnitz, heute Radebeul
- 1861–1890: Preußisches Viertel in Dresden
- 1868: Villa Haniel in Dresden-Südvorstadt (Schweizer Viertel) (Architekt Edmund Hanefeldt)
- 1873–1875: Villa Dr.-Schmincke-Allee 9 in Serkowitz, heute Radebeul (Baumeister August Große)
- um 1880: Villa Gohliser Straße 8 in Serkowitz, heute Radebeul
- 1882: Villa Dr.-Schmincke-Allee 8 in Serkowitz, heute Radebeul (August Große)
- 1886–88: Mietvilla Meißner Straße 280 in Kötzschenbroda, heute Radebeul (Moritz Große)
- 1889: Villa Otto E. Weber in Radebeul, Meißner Straße 47 (Architekt Carl Käfer)
- um 1890: Faberhaus in Kötzschenbroda, heute Radebeul, Meißner Straße 266
- vor 1894: Villa Paradiesstraße 3 in Serkowitz, heute Radebeul
- 1895: Villa Carl Hugo Haußhälter in Oberlößnitz, Hauptstraße 53, heute Radebeul (Architekt Carl Käfer)
- 1896: Empfangsgebäude des Bahnhofs Kötzschenbroda, heute Radebeul